# Leo Zogmayer
 (septembre 2016).
Cet article possède un paronyme, voir Zugmayer.
Leo Zogmayer, né le 28 février 1949 à Krems an der Donau, est un artiste autrichien.